# Terremoto de Vallenar de 2013
El terremoto de Vallenar de 2013 fue un sismo ocurrido a las 17:15 hora local del día miércoles 30 de enero de 2013. Tuvo una magnitud de 6,7 MW, y se percibió en las regiones chilenas de Antofagasta, Atacama, Coquimbo, Valparaíso, Metropolitana de Santiago, O'Higgins y Maule, y en las provincias argentinas de La Rioja, San Juan, Mendoza, Córdoba, Catamarca y Tucumán. Su epicentro se localizó a 46 kilómetros al noroeste de Huasco y a 56 kilómetros al nornoroeste de Vallenar, en tanto que su hipocentro se ubicó a 52,2 kilómetros de profundidad bajo la corteza terrestre.
Tanto el Servicio Hidrográfico y Oceanográfico de la Armada de Chile como el Centro de Alerta de Tsunamis del Pacífico evaluaron que el sismo no reunía las condiciones necesarias para generar un tsunami destructivo en las costas chilenas ni en la cuenca del Pacífico, pero algunos expertos, como el geógrafo chileno Marcelo Lagos, no descartaron la ocurrencia de un «tsunami centimétrico» en las costas de la Región de Atacama.

## Geología

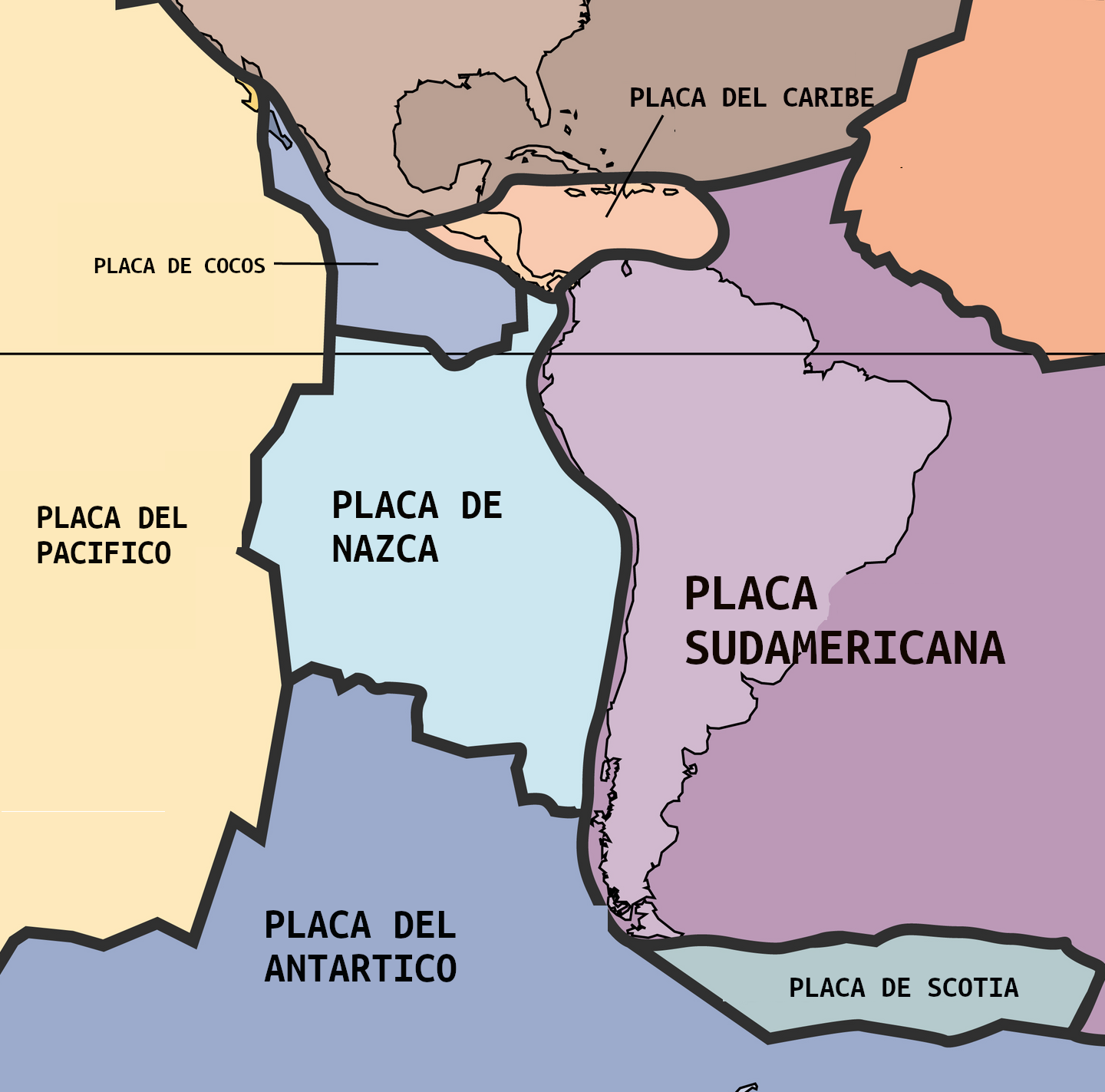
El proceso de subducción de la placa de Nazca bajo la placa Sudamericana.

El terremoto ocurrió en el borde convergente (de tipo oceánico-continental) de la costa pacífica de América del Sur, donde la placa de Nazca deriva hacia el este a razón de 68 milímetros por año, y colisiona con la placa Sudamericana que deriva hacia el oeste. Al proceso de subducción resultante, que ocurre permanentemente a lo largo de la fosa de Chile y Perú, debe su existencia la cordillera de los Andes, como así también la ocurrencia de los terremotos más fuertes registrados en Chile y el mundo, tales como el terremoto de 2010, de magnitud 8,8 MW, el terremoto de 1868, de magnitud 9,0 MW, y el terremoto de 1960, el que con una magnitud de 9,5 MW es el mayor registrado en la historia de la humanidad.
El último evento de consideración ocurrido en la zona fue el terremoto de Vallenar de 1922, el día 10 de noviembre de ese año con una magnitud de 8,6 MW, por lo que este terremoto ocurrió en una región de relativo silencio sísmico.

### Intensidades
Tanto el Centro Sismológico Nacional de Chile como el Instituto Nacional de Prevención Sísmica de Argentina informaron perceptibilidad del sismo en sus respectivos territorios. Las intensidades a continuación están expresadas en la escala sismológica de Mercalli.
| Lugar                | País      | Región                    | Intensidad |
| -------------------- | --------- | ------------------------- | ---------- |
| Copiapó              | Chile     | Atacama                   | VI         |
| Huasco               | Chile     | Atacama                   | VI         |
| Tierra Amarilla      | Chile     | Atacama                   | VI         |
| Vallenar             | Chile     | Atacama                   | VI         |
| Mejillones           | Chile     | Antofagasta               | V          |
| Caldera              | Chile     | Atacama                   | V          |
| Chañaral             | Chile     | Atacama                   | V          |
| Coquimbo             | Chile     | Coquimbo                  | V          |
| La Higuera           | Chile     | Coquimbo                  | V          |
| La Serena            | Chile     | Coquimbo                  | V          |
| Ovalle               | Chile     | Coquimbo                  | V          |
| Punitaqui            | Chile     | Coquimbo                  | V          |
| Diego de Almagro     | Chile     | Atacama                   | IV         |
| Paihuano             | Chile     | Coquimbo                  | IV         |
| Papudo               | Chile     | Valparaíso                | IV         |
| Antofagasta          | Chile     | Antofagasta               | III        |
| Calama               | Chile     | Antofagasta               | III        |
| La Ligua             | Chile     | Valparaíso                | III        |
| Quillota             | Chile     | Valparaíso                | III        |
| Valparaíso           | Chile     | Valparaíso                | III        |
| Zapallar             | Chile     | Valparaíso                | III        |
| Constitución         | Chile     | Maule                     | III        |
| San Pedro de Atacama | Chile     | Antofagasta               | II         |
| Algarrobo            | Chile     | Valparaíso                | II         |
| Casablanca           | Chile     | Valparaíso                | II         |
| Tiltil               | Chile     | Metropolitana de Santiago | II         |
| Santiago             | Chile     | Metropolitana de Santiago | II         |
| La Rioja             | Argentina | La Rioja                  | IV         |
| San Juan             | Argentina | San Juan                  | IV         |
| Mendoza              | Argentina | Mendoza                   | III        |

## Consecuencias
Según medios locales, el sismo fue precedido por un fuerte ruido subterráneo y se sintieron dos intensas sacudidas. Pese a que los organismos gubernamentales no emitieron una alarma de tsunami, miles de personas que se encontraban en el litoral evacuaron preventivamente a zonas de seguridad instantes después de ocurrido el terremoto.
Se registraron cortes parciales de suministro eléctrico y agua potable en Copiapó, Tierra Amarilla y Huasco, que afectaron a cerca de 20 mil personas.
Durante las dos horas posteriores al sismo, los servicios de telefonía móvil, fija y mensajería vía SMS presentaron niveles de congestión de diversa consideración, en tanto que los cortes de electricidad obligaron a las compañías de telecomunicaciones a usar alimentación de emergencia para garantizar la continuidad de los servicios.
En general, los daños estructurales fueron menores. En Copiapó, varios edificios institucionales sufrieron daños, tales como el edificio de la municipalidad y el Hospital Regional, mientras que en Vallenar se evidenciaron caídas de murallas y desprendimiento de cornisas. En total, 86 viviendas quedaron inhabitables en la zona, la mayoría de ellas hecha de adobe.
En cuanto a conectividad, una serie de rodados bloqueó caminos secundarios en la zona afectada. El alcalde de Vallenar, Cristián Tapia, reportó un derrumbe en el acceso norte de la comuna, mientras que el director Regional de ONEMI Atacama, Mauricio Maturana, informó el corte de un pequeño tramo de la ruta costera del Parque Llanos de Challe, que une Huasco con Copiapó. Por su parte, la Red Nacional de Emergencia reportó derrumbes en el kilómetro 580 de la Ruta 5 Norte. La situación más grave se produjo en la Ruta C48, cerca del Embalse Santa Juana, donde los deslizamientos de tierra cortaron parcialmente el camino por 20 kilómetros.
También se confirmó el fallecimiento de una mujer de 50 años en Copiapó, a causa de un paro cardiorrespiratorio, y un total de 11 lesionados.